# Gyagyali
Gyagyali (ryska: Гягяли) är en ort i Azerbajdzjan.   Den ligger i distriktet Ağsu Rayonu, i den centrala delen av landet, 120 km väster om huvudstaden Baku. Gyagyali ligger 153 meter över havet och antalet invånare är 3 502.
Terrängen runt Gyagyali är kuperad åt nordost, men åt sydväst är den platt. Närmaste större samhälle är Aghsu, 8,6 km väster om Gyagyali.
Trakten runt Gyagyali består till största delen av jordbruksmark. Runt Gyagyali är det ganska tätbefolkat, med 52 invånare per kvadratkilometer.